# Sébastien Bourdais
Sébastien Bourdais (Le Mans, 28. veljače 1979.) je bivši francuski vozač Formule 1. Prije Formule 1 bio je prvak četiri sezone zaredom, od 2003. do 2007. američkog Champ Car prvenstva.

### Potpuni popis rezultata u Formuli 1
(legenda) (Utrke označene debelim slovima označuju najbolju startnu poziciju) (Utrke označene kosim slovima označuju najbrži krug utrke)
| Godina | Momčad              | Šasija           | Motor              | 1     | 2       | 3      | 4       | 5       | 6       | 7      | 8      | 9       | 10     | 11     | 12     | 13    | 14     | 15     | 16     | 17     | 18     | Poredak | Bodovi |
| ------ | ------------------- | ---------------- | ------------------ | ----- | ------- | ------ | ------- | ------- | ------- | ------ | ------ | ------- | ------ | ------ | ------ | ----- | ------ | ------ | ------ | ------ | ------ | ------- | ------ |
| 2008   | Scuderia Toro Rosso | Toro Rosso STR2B | Ferrari 056 2.4 V8 | AUS 7 | MAL Ret | BAH 15 | ŠPA Ret | TUR Ret |         |        |        |         |        |        |        |       |        |        |        |        |        | 17.     | 4      |
| 2008   | Scuderia Toro Rosso | Toro Rosso STR3  | Ferrari 056 2.4 V8 |       |         |        |         |         | MON Ret | KAN 13 | FRA 17 | VB 11   | NJE 12 | MAĐ 18 | EUR 10 | BEL 7 | ITA 18 | SIN 12 | JAP 10 | KIN 13 | BRA 14 | 17.     | 4      |
| 2009   | Scuderia Toro Rosso | Toro Rosso STR4  | Ferrari 056 2.4 V8 | AUS 8 | MAL 10  | KIN 11 | BAH 13  | ŠPA Ret | MON 8   | TUR 18 | VB Ret | NJE Ret |        |        |        |       |        |        |        |        |        | 18.     | 2      |